# Turandot (Gozzi)

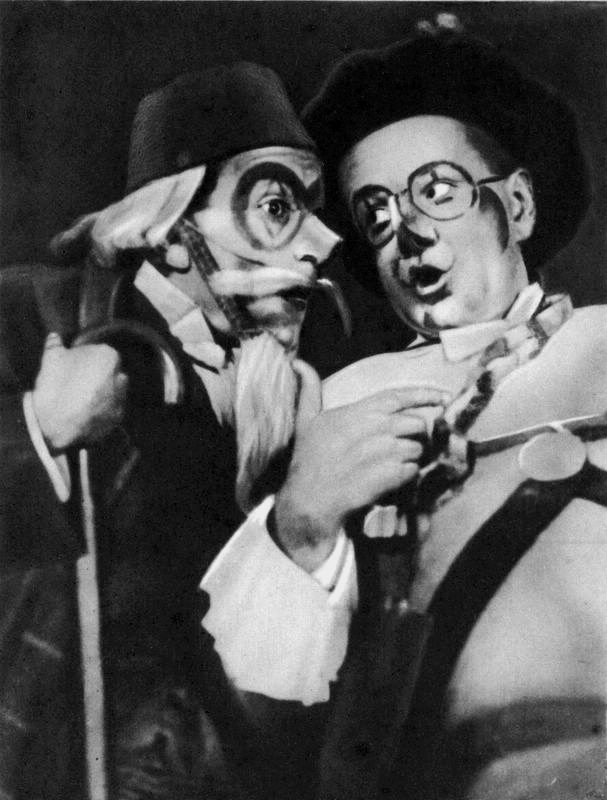
Die Figuren Pantalone und Tartaglia in der Inszenierung von Jewgeni Wachtangow 1922

Das Theaterstück Turandot ist ein tragikomisches Märchen in fünf Akten, das von dem Venezianer Carlo Gozzi geschrieben wurde. Das Stück ist nach der Hauptfigur Turandot benannt, der Tochter des Kaisers von China. Der Stoff stammt aus einer persischen Erzählung im Epos Sieben Schönheiten von Nezami, die durch die Märchensammlung Tausendundein Tag (oder hezār-o-yek rūz) auch im westlichen Kulturkreis bekannt wurde (die Handlung ist dort in Russland angesiedelt). Die Uraufführung des Werkes fand am 22. Januar 1762 im Teatro San Samuele in Venedig statt.
Bekannte Nachdichtungen stammen von Friedrich Schiller (Turandot, Prinzessin von China), Karl Gustav Vollmoeller (Turandot, chinesisches Märchenspiel) 1911 und Wolfgang Hildesheimer (Das Märchen von Prinzessin Turandot). Bertolt Brecht hinterließ das Theaterstück Turandot oder Der Kongreß der Weißwäscher, das erst 1969 uraufgeführt wurde.

## Entstehung
Sowohl Ferruccio Busoni als auch Giacomo Puccini verdanken die Inspiration für ihre Opern der Freundschaft und Zusammenarbeit mit Karl Gustav Vollmoeller. Dieser war es, der, den Spuren seines Landsmanns Friedrich Schiller folgend, Gozzis Turandot der Vergessenheit entriss. Er forschte in den alten Theaterarchiven Venedigs so lange, bis er auf die Urfassung stieß, deren Commedia-dell’arte-Strukturen er originalgetreu für seine Bühnenbearbeitung übernahm. Vollmoeller war es auch, der seinen Freund Busoni mit der Komposition der Musik zu seiner Turandot beauftragte. Erst die über ein Jahr dauernde sehr enge Zusammenarbeit, die in Busonis Tagebüchern und Briefen tiefe Spuren hinterlassen hat, ließ in Busoni den Wunsch entstehen, sich dem Werk einige Jahre später nochmals zuzuwenden.
Im Falle Giacomo Puccinis war es die berühmte Inszenierung Max Reinhardts der Vollmoeller'schen Turandot von 1911, die diesen zu seiner Oper inspirierte.
Somit hat Karl Vollmoeller mehr als jeder andere Autor oder Komponist des 20. Jahrhunderts dazu beigetragen, einen vergessenen Autor und eines seiner vergessenen Stücke der Nachwelt wieder zu geben. Schließlich hatte sein Stück am 18. Januar 1913 Premiere in London, wo „Turandot“ in der Inszenierung von Sir George Alexander mit Busonis Musik und Ernst Sterns Bühnenbild für Aufsehen sorgte. Nicht ohne Grund erschien bereits im Frühjahr 1913 eine englische Übersetzung von Vollmoellers „Turandot“ in London sowie eine amerikanische Ausgabe in New York.

## Die Personen

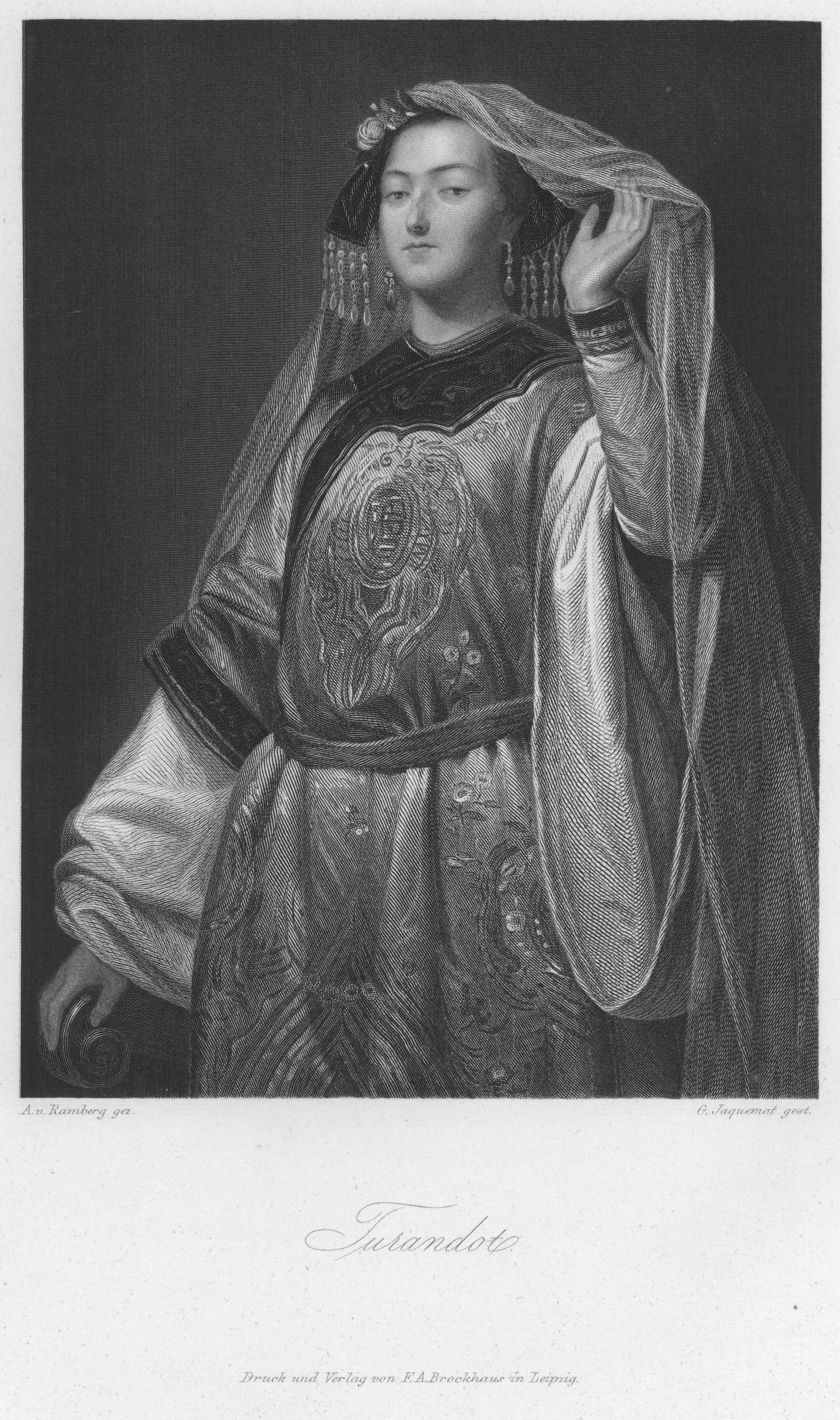
Turandot in der Schiller-Galerie (1859), Stahlstich von Jaquemot nach Vorlage von Ramberg

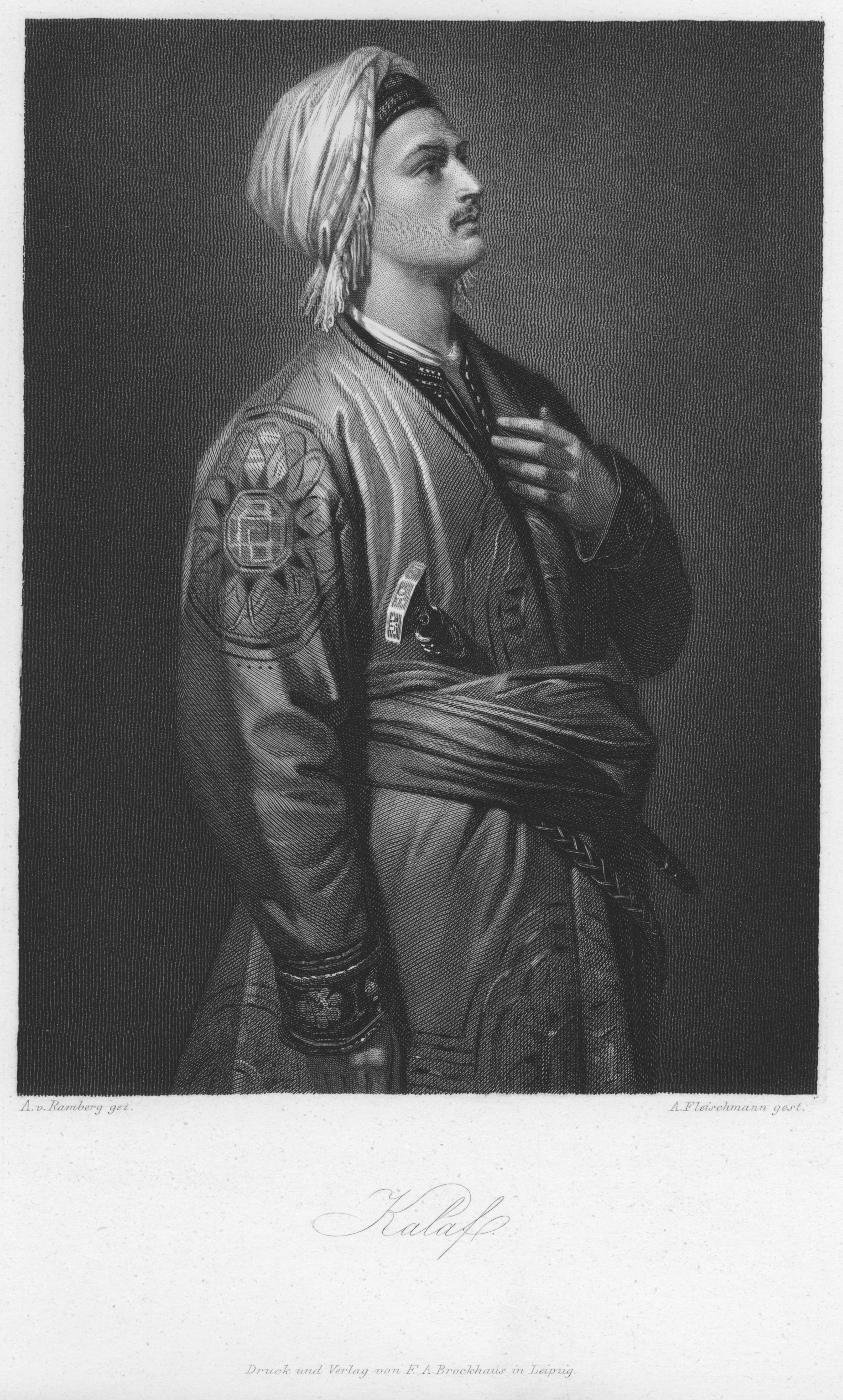
Kalaf in der Schiller-Galerie (1859), Stahlstich von Fleischmann nach Vorlage von Ramberg

| Altum       | Kaiser von China                                          |
| Turandot    | Prinzessin von China, Tochter des Kaisers                 |
| Adelma      | Prinzessin von Tatarenland, Lieblingssklavin von Turandot |
| Zelima      | eine andere Sklavin Turandots                             |
| Schirina    | ihre Mutter                                               |
| Barach      | Schirinas Mann, einstiger Erzieher Kalafs                 |
| Kalaf       | Fürst der nogaesischen Tataren                            |
| Timur       | König von Astrachan, Kalafs Vater                         |
| Ismael      | Erzieher des Fürsten von Samarkand                        |
| Pantalon    | Altums Sekretär                                           |
| Tartaglia   | Großkanzler von China                                     |
| Brighella   | Pagenmeister an Altums Hof                                |
| Truffaldino | oberster Eunuch in Turandots Serail                       |

## Ort der Handlung
Die Handlung spielt in einem mystischen, märchenhaften
China am Hofe Kaiser Altums.

## Die Handlung

### Erster Akt
Erste Szene

Barach und Kalaf - Ein Stadttor von Peking

Der Prinz Kalaf trifft in Peking Barach wieder. Kalaf erzählt, wie das Königreich seines Vaters verlorenging und er sich hat durchschlagen müssen. Von Barach erfährt Kalaf, dass die Geschichten um Turandot, die Tochter des Kaisers Altum, keine Märchen sind. Es stimmt, dass Turandot nur den Prinzen heiraten wird, der die drei Rätsel lösen kann, die sie ihm aufgibt. Versagt er, so muss er zum Schafott geführt werden. Etliche Prinzen hat dieses Schicksal schon ereilt.
Zweite Szene

Barach, Kalaf und Ismael

Ismael berichtet von der gerade vollzogenen Hinrichtung des Prinzen von Samarkand, dessen Erzieher er war. Er erzählt ferner, wie der Prinz einst nur durch den Anblick eines Bildes von Turandot dieser verfallen war. Das Bild wirft er in den Staub.
Dritte Szene

Barach und Kalaf

Kalaf, neugierig geworden, will das Bild aufheben, wird jedoch von Barach daran gehindert. Als es ihm schließlich gelingt und er das Bild von Turandot sieht, ist er augenblicklich in Turandot verliebt und fasst den Plan, sich der Rätselprobe zu stellen.
Vierte Szene

Barach, Kalaf und Schirina

Kalaf verschenkt sein Pferd und sein Geld an Barach und dessen Frau.

### Zweiter Akt
Erste Szene

Truffaldino, Brighella - Großer Saal im kaiserlichen Palast

Eine komische Szene, in der die beiden Bediensteten den Diwan, eine Art Ratsversammlung des kaiserlichen Hofes, für die neue Rätselprobe vorbereiten.
Zweite Szene

Kaiser Altum, Tartaglia, Pantalon

Der Kaiser beklagt sich bitter über Turandots harte, grausame Haltung. Aber er steht zu dem Gesetz, das Turandot ihm abgetrotzt hat, wonach die Prinzen die Rätsel lösen oder sterben müssen.
Dritte Szene

Kaiser Altum, Tartaglia, Pantalon, Kalaf

Kalaf besteht vor dem Kaiser darauf, dass sein Name und seine Herkunft vorerst ungenannt bleiben. Der Kaiser gewährt ihm dies, worauf die Hofbediensteten versuchen, Kalaf von seinem Vorhaben abzubringen. Dieser bleibt standhaft.
Vierte Szene

Der Diwan tritt zusammen.
Fünfte Szene

 Altum, Turandot, Kalaf, Zelima, Adelma, Pantalon, Tartaglia 

Beim Anblick Kalafs spürt Turandot, dass dieser Prinz, anders als all die anderen Prinzen zuvor, in ihr eine Zuneigung weckt, die sie sich aber aus Stolz nicht zugestehen kann. Sie stellt die drei Rätsel, die Kalaf alle löst. Turandot ist entsetzt, sie will lieber sterben, als mit Kalaf zum Altar geführt zu werden. Kalaf wiederum will sie dazu nicht zwingen und stellt ihr jetzt seinerseits ein Rätsel. Sie solle bis morgen seinen Namen nennen und den Namen seines Vaters. Falls ihr dies gelänge, sei sie wieder frei.

### Dritter Akt
Erste Szene

Adelma, eine Sklavin - Ein Zimmer

Adelma, verliebt in Kalaf, schmiedet Pläne, wie sie selbst der Sklaverei entkommen und Kalaf gewinnen kann.
Zweite Szene

Turandot, Zelima, Adelma

Zelima bedrängt Turandot, nachzugeben und in die Heirat einzuwilligen, worauf Turandot auch wankt. Aber nur kurz, denn sie will den Prinzen besiegen, von dem sie sich gedemütigt fühlt, weil er die Rätsel gelöst hat. Adelma, die das Gespräch belauscht hatte, bestärkt Turandot in diesem Vorhaben und verspricht, ihr dabei zu helfen, den Namen des Prinzen in Erfahrung zu bringen.
Dritte Szene

Kalaf, Barach - Saal im kaiserlichen Schloss

Barach tadelt Kalaf, dass er sich auf eine weitere Rätselprobe eingelassen hat.
Vierte Szene

Kalaf, Barach, Pantalon Tartaglia, Brighella

Die Bediensteten des Kaisers führen Kalaf ab.
Fünfte Szene

Barach, Timur

Überraschend treffen Barach und König Timur wieder zusammen. Der König hatte gerade noch gesehen, wie sein Sohn Kalaf abgeführt wurde. Barach deutet nur dunkel an, was dies alles bedeutet.
Sechste Szene

Barach, Timur, Schirina

Schirina berichtet, wie sie Turandot erzählt hat, dass Kalaf in ihrem Haus gewohnt hatte. Barach ist sich sofort im Klaren, welche Gefahr dies für ihn bedeutet: Turandot wird versuchen, den Namen aus ihm herauszupressen.
Siebte Szene

Barach, Timur, Schirina, Truffaldino

Truffaldino nimmt mit Hilfe von Bewaffneten Barach und Timur fest.

### Vierter Akt
Erste Szene

Turandot, Barach, Timur, Schirina, Zelima - Säulenhalle

Unter Androhung von Gewalt verlangt Turandot von Barach, dass er die
Namen nenne. Dieser bleibt standhaft. Timur gibt sich als der Vater von Kalaf zu erkennen, ohne seinen Namen zu verraten.
Zweite Szene

Turandot, Barach, Timur, Schirina, Zelima, Adelma

Adelma erzählt Turandot, dass sie die Wachen von Kalaf bestochen habe und dass sie einen Plan habe, wie sie mit Schirina und Zelima Kalaf dazu bringen werde, seinen Namen selbst preiszugeben.
Dritte Szene

Turandot

Einerseits zeigt sich Turandot höchst zufrieden mit Adelmas Plan, der ihr den Sieg über Kalaf ermöglichen soll. Andererseits merkt sie, dass ein solcher Sieg sie nicht glücklich machen würde.
Vierte Szene

Altum, Turandot, Pantalon, Tartaglia

Altum versucht vergeblich, Turandot umzustimmen. Er weiß inzwischen die Namen und bietet Turandot an, sie ihr zu nennen, so dass sie im Diwan als Siegerin auftreten könne. Sie müsse ihm aber versprechen, dass sie Kalaf
dann trotzdem heiraten werde. Stolz lehnt Turandot ab und setzt all ihre
Hoffnung auf Adelma.
Fünfte Szene

Kalaf, Brighella - Gemach

Brighella warnt Kalaf vor „Gespenstern“, die ihn in der Nacht besuchen könnten. In der Folge erscheinen in Kalafs Gemach dann auch die „Gespenster“ Schirina, Zelima, Truffaldino und Adelma.
Sechste Szene

Schirina, Kalaf

Schirina, als Soldat verkleidet, erzählt Kalaf, dass sich sein Vater im
Palast befände. Sie bietet sich an, eine unterschriebene Nachricht zu übermitteln. Kalaf durchschaut leicht ihre wirkliche Absicht.
Siebte Szene

Zelima, Kalaf

Zelima gibt vor, dass Turandot folgenden Handel vorgeschlagen habe: Er nennt die Namen, dafür gibt Turandot ihm trotzdem die Hand. Kalaf traut ihr nicht.
Achte Szene

Truffaldino, Kalaf

Truffaldino versucht mit Hilfe einer Zauberwurzel, dem schlafenden Kalaf die Namen zu entlocken, was ihm, wie er irrtümlich glaubt, auch gelingt.
Neunte Szene

Adelma, Kalaf

Adelma gibt sich vor Kalaf als Königstochter zu erkennen und erzählt ihm,
wie sie zur Sklavin wurde. Sie berichtet weiter, dass Turandot beschlossen habe, ihn zu töten, um der Rätselprobe im Diwan zu entgehen. In blinder, rasender Verzweiflung ruft Kalaf seinen Namen und den seines Vaters aus. Adelma bietet ihm einen Plan zur Flucht an, den Kalaf ablehnt.
Zehnte Szene

Brighella, Kalaf

Brighella holt Kalaf, um ihn zum Diwan zu führen.

### Fünfter Akt
Erste Szene

Altum, Tartaglia, Pantalon, Kalaf - Großer Saal im kaiserlichen Palast

Überrascht stellt Kalaf fest, dass er unversehrt vor dem Diwan angekommen ist. Kaiser Altum ist zuversichtlich. Er erwartet die baldige Hochzeit.
Zweite Szene

Altum, Tartaglia, Pantalon, Kalaf, Turandot

Turandot verkündet voll süßer Rache die Namen, die sie
von Adelma erfahren hatte, worauf Kalaf sich mit einem
Dolch umbringen will. Jetzt fällt ihm Turandot in den Arm,
um dies zu verhindern, denn nun will sie seine Braut werden. Adelma
sieht ihre letzte Hoffnung auf Kalaf schwinden und ergreift
Kalafs Dolch, doch dieser verhindert, dass sie sich ein
Leid antut. Auch setzt er sich bei Altum dafür ein, dass
Adelma wieder ihre Königswürde zurückerhält, was dieser gewährt.
Turandot beschließt das Stück:

Du liebes Volk der Männer - hört: ich bin euch gut, 

Euch allen bin ich gut. Und weil ich reuig bin, 

Sollt ihr ein Zeichen der Vergebung mir nicht weigern!

## Adaptionen
Beginnend mit der Schauspielmusik von Franz Seraph Destouches für die Uraufführung von Schillers Theaterstück im Jahr 1802 schrieben folgende Komponisten Bühnenmusiken zu Turandot: 1806 Friedrich Ludwig Seidl, 1809 Carl Maria von Weber, 1813 Joseph von Blumenthal und zuletzt 1843 Vinzenz Lachner.
Ab 1809 (Joseph von Blumenthal) entstanden Opern, die den  Turandot-Stoff behandeln: 1816 Franz Danzi, 1835 Carl Gottlieb Reißiger, 1838 Johann Hoven, 1840er Jahre Herman Severin Løvenskiold, 1867 Antonio Bazzini (unter dem Titel  „Turanda“), 1888 Adolf Jensen, in einer Bearbeitung von Wilhelm Kienzl, 1888 Theobald Rehbaum. Die zuletzt entstandenen Opern sind:
- Turandot, Oper von Ferruccio Busoni, Uraufführung 1917 in Zürich
- Turandot, Oper von Giacomo Puccini, vollendet von Franco Alfano, postume Uraufführung 1926 in Mailand
- Turandot, Prinzessin von China, Oper von Havergal Brian (1951)

Wolfgang Hildesheimer variierte den Stoff zwischen 1954 und etwa 1960 in zwei Hörspiel- und zwei Dramen-Fassungen, die Bearbeitung als Fernsehspiel (1963) stammt nicht von Hildesheimer selbst, sondern von Roman Weyl.
- Turandot, Hörspiel – Regie: Nicht angegeben (1925)
- Turandot, Hörspiel – Bearbeitung und Regie: Gerd Beermann (1947)
- Turandot, Hörspiel – Bearbeitung und Regie: Ernst Drolinvaux (1954)
- Prinzessin Turandot, Hörspiel (Hildesheimer) – Regie: Gert Westphal (1954)
- Prinzessin Turandot, Hörspiel (Hildesheimer) – Regie: Otto Kurth (1954)
- Turandot, Hörspiel – Regie: Otto Kurth (1958)
- Die Eroberung der Prinzessin Turandot, Theaterstück (1961)